# Tetrao urogallus volgensis
Tetrao urogallus volgensis es una subespecie del Tetrao urogallus, especie de la familia Tetraonidae en el orden de los Galliformes. 

## Distribución geográfica
Se encuentra en Bielorrusia y el este y centro de Rusia.